# Patuljasti pingvin
Patuljasti pingvin (lat. Eudyptula minor), najmanja je vrsta pingvina, rasprostranjena uz obale Australije i Novog Zelanda te jedna od dvije vrste iz roda Eudyptula.
Poznat je i pod nazivima mali plavi pingvin i vilinski pingvin na engleskom te kororā na maorskom jeziku.

## Rasprostranjenost
Patuljasti pingvin rasprostranjen je uz južnu obalu Australije (države Zapadna Australija, Južna Australija, Victoria i Tasmanija) te uz obale Novog Zelanda.
Nekoliko jedinki patuljastog pingvina viđeno je uz obale Južne Afrike i Čilea, no radi se tek o zalutalim životinjama.

## Opis
Patuljasti pingvin može narasti 30-41 cm u visinu, dok mu težina iznosi od 1 do 1.5 kilograma.
Oba spola jednako su obojena - imaju plavosiva leđa i bijeli trbuh. Kljun, 3-4 centimetra dug, također je plave boje.
Poput većine morskih ptica, životni vijek patuljastog pingvina je dug te iznosi 6,5 godina u prirodi, ali čak 25 u zatočeništvu.
Mali pingvin (Eudyptula albosignata), nastanjen na istoku novozelandskog Južnog otoka, u novije se vrijeme smatra tek podvrstom patuljastog pingvina.

## Način života
Patuljasti pingvini provode cijeli dan u moru u lovu na ribu. Prehrana ovog pingvina sastoji se od ribe, lignje i sitnih morskih životinja za kojima rone i do 20 metara u dubinu. Nastanjuju stjenovite obale s pukotinama u kojima se gnijezde.
Ženke patuljastog pingvina spolnu zrelost dostižu s 2, a mužjaci s 3 godine. Cijeli život ostaju vjerni istom partneru. U prosjeku se izliježu dva jaja.

## Ugroženost
Populacija patuljastog pingvina je procijenjena na oko milijun jedinki, ali s trendom opadanja (u posljednjih 10 godina pad od 30%) zbog kojeg je vrsta na rubu ugroženosti.